# Wilhelm Kufferath
Friedrich Wilhelm Kufferath (* 6. April 1853 in Mülheim an der Ruhr; † 2. März 1936 in Oldenburg) war ein deutscher Cellist und Hofkonzertmeister des Oldenburger Orchesters.

## Leben und Wirken
Wilhelm Kufferath wurde als Sohn einer Musikerfamilie in Mülheim an der Ruhr geboren. Sein Vater, der Musiklehrer und Cellist Hermann Kufferath, und dessen sechs Brüder waren als Künstler über die Landesgrenzen hinaus bekannt und wurden von ihren Zeitgenossen als musikalisches Siebengestirn bezeichnet.
Nach dem Abschluss der Mülheimer Oberrealschule studierte Kufferath am Konservatorium in Köln Musik. Sein erstes Engagement fand er als Solocellist bei Benjamin Bilse in der sogenannten Bilse’schen Kapelle, dem Vorläufer der Berliner Philharmoniker. Im Berliner Konzerthaus veranstalteten die Musiker ihre legendären Bilse-Konzerte, unter anderem verewigt in einem Ölgemälde von Adolph Menzel (1871). Ausgedehnte Konzertreisen führten das Orchester quer durch Europa, unter anderem nach St. Petersburg, Riga, Warschau, Amsterdam und Wien.
Weitere Stationen in der musikalischen Karriere von Wilhelm Kufferath waren die Meininger Hofkapelle sowie Bremen, wo er sich für jeweils ein Jahr als Solocellist verpflichtete. Am 1. Januar 1878 wechselte Kufferath auf Initiative des oldenburgischen Hofkapellmeisters Albert Dietrichs als Solocellist zur Großherzoglichen Hofkapelle nach Oldenburg. Bis zu seinem Tod wirkte er dort, war in mehreren überregional bekannten Kammermusikensembles tätig und arbeitete mit Komponisten und Dirigenten wie Richard Wagner, Johannes Brahms, Hans von Bülow, Hans Pfitzner, Leo Blech und Siegmund von Hausegger zusammen.
1901 erhielt Kufferath den Titel eines Hofkonzertmeisters. Neben seiner Tätigkeit als Orchestermusiker war Kufferath ein gefragter Solist bei Konzerten anderer Klangkörper – so etwa in Bremen unter Hans von Bülow. Als Dirigent und Chorleiter stand er verschiedenen Gesangsvereinen in Oldenburg vor. 1928 wurde er pensioniert.

## Familie
Kufferath war seit dem 19. Oktober 1886 mit der Gesangspädagogin Karoline Emmy Marie Merzdorf (1865–1886) verheiratet, der Tochter des Oldenburgischen Hofbibliothekars und Freimaurers Theodor Merzdorf (1812–1877). Sein Sohn und Schüler Johann Georg Ludwig Kufferath (* 1895 in Oldenburg) arbeitete ab 1919 ebenfalls als Cellist am Landesorchester Oldenburg.

## Ehrungen
- Titel eines Hofkonzertmeisters (verliehen durch Großherzog Peter)
- verschiedene großherzogliche Orden (u. a. Friedrich-August-Kreuz, Ehrenkreuz 1. Klasse)
- Ehrenmitglied des Landesorchesters u. des Landestheaters (1923)

## Weitere Quellen
- Mülheimer Zeitung vom 5. März 1936
- Stadtarchiv Mülheim an der Ruhr, Bestände 1550 u. 1440